# Carmel Corbett
Carmel Corbett (ur. 28 grudnia 1972) – nowozelandzka lekkoatletka, wieloboistka.
Złota medalistka mistrzostw Oceanii w skoku wzwyż (1990). 

## Rekordy życiowe
- Siedmiobój – 5658 pkt. (1995)[3]
- Pięciobój (hala) – 4148 pkt. (1994) rekord Nowej Zelandii[4]
- Skok wzwyż – 1,86 (1993)[3]
- Bieg na 60 metrów przez płotki (hala) – 8,61 (1995) rekord Nowej Zelandii[4]